# 2006-os önkormányzati választás Hajdúnánáson
A 2006-os önkormányzati választásokat október 1-jén bonyolították le valamennyi magyar településen. Hajdúnánáson a rendszerváltás óta ötödik alkalommal szavaztak a polgárok az önkormányzat összetételéről.
Az előző választás alkalmával is győzedelmeskedő városvezető koalíció szervezetei, az MSZP és a Hajdúnánásért Tevékenykedők Független Egyesülete (HTFE) közös polgármesterjelöltet állított, az egyéni választókerületekben pedig külön indítottak képviselőjelölteket, 4 körzetben "nem indultak rá" egymás jelöltjeire. A jobboldali pártok közösen indultak, informális nevük Polgári Összefogás volt. 3 körzetben a Hajdúnánási Ipartestület is beállt jelöltjeik mögé jelölő szervezetként, egy körzetben pedig az Ipartestület jelöltjét támogatták a Polgári Összefogás szervezetei. Török István vezetésével polgármester- és képviselőjelölteket is állított az újonnan megalakult Hajdúnánásért Európai Szemlélettel Egyesület (HESZE).
A választáson a Polgári Összefogás szerzett többséget a 17 fős testületben 9 fővel. Dr. Éles András polgármester (HTFE-MSZP) a szavazatok 48%-át megszerezve a negyedik ciklusát kezdhette meg a település élén. 4 főt delegálhatott a testületbe az MSZP, 3-at a HTFE és Török István személyében egy képviselői mandátumhoz jutott a HESZE. 

## A választás rendszere
A települési önkormányzati választásokat az országosan megrendezett általános önkormányzati választások részeként tartották meg. A szavazók a helyi képviselők és a településük polgármestere mellett, a megyei közgyűlések képviselőire is ekkor adhatták le a szavazataikat. A választásokat 2006. október 1-jén, vasárnap bonyolították le.
A települési képviselőket választókerületenként választhatták meg a polgárok. A település méretétől (lakóinak számától) függtek a választókerületek, s így a megválasztható képviselők száma is. A képviselők nagyjából háromötöde az egyéni választókerületekben nyerte el a megbízatását, míg kétötödük úgynevezett „kompenzációs”, azaz kiegyenlítő listán. A listákra közvetlenül nem lehetett szavazni. Az egyéni választókerületekben leadott, de képviselői helyet nem eredményező szavazatokat összesítették és ezeket a töredékszavazatokat osztották el arányosan a listák között.

### Választókerületek
| Választókerületek | Választókerületek | Választókerületek | Választókerületek |
| EVK               | Polgárok          | Jelölt            |                   |
| ----------------- | ----------------- | ----------------- | ----------------- |
| 01                | 1221              | 5                 |                   |
| 02                | 1365              | 5                 |                   |
| 03                | 1456              | 4                 |                   |
| 04                | 1369              | 3                 |                   |
| 05                | 1511              | 4                 |                   |
| 06                | 1486              | 4                 |                   |
| 07                | 1575              | 4                 |                   |
| 08                | 1604              | 5                 |                   |
| 09                | 1529              | 4                 |                   |
| 10                | 1368              | 4                 |                   |
| ∑                 | 14 484            | 42                |                   |

A képviselő-testület létszáma 2006-ban nem változott, maradt 17 fő. A szabályok szerint a települési képviselő-testületek létszáma a település lakosságszámához igazodott. A választópolgárok száma 2006-ban 14.484 fő volt.
A képviselők közül tizet az egyéni választókerületekben választhattak meg a polgárok, hét fő a kompenzációs listákról nyerte el a mandátumot.
Tedej településrész a 10. választókerület része volt.

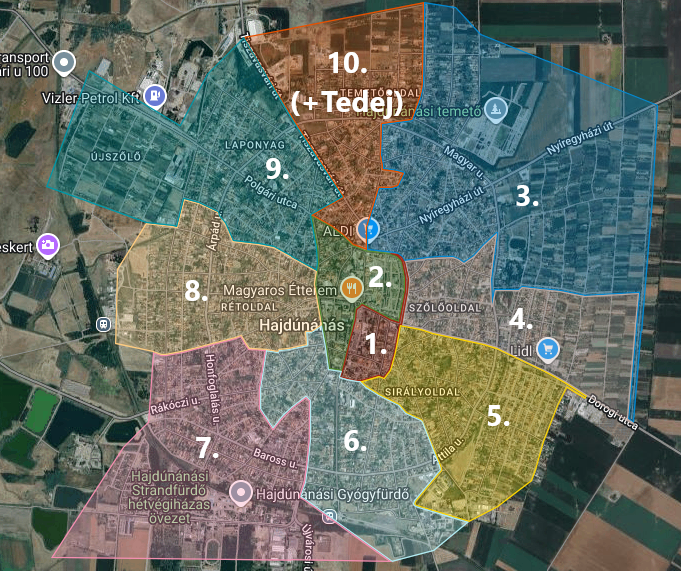
Hajdúnánás egyéni választókerületei 1994 és 2010 között

A polgármester-választás tekintetében a város egy választókerületet alkotott, így minden polgár szavazata egyenlő mértékben érvényesülhetett.

## Előzmények
A 2002-es választás eredményeként dr. Éles András polgármester (HTFE-MSZP) a szavazatok 44%-át megszerezve kezdhette meg harmadik ciklusát a település élén, és a mögötte álló koalíció 9 fővel többséget szerzett többséget a testületben. Az MSZP a képviselői szavazatok 24%-át megszerezve 6, a HTFE (17%) és a Polgári Kör (18%) 3-3, a Fidesz-MDF (12%) 2, a Hajdúnánási Ipartestület (11%) és a Hajdúnánás Megújulásáért Egyesület (HME) (7%) pedig 1-1 mandátumhoz jutott. Független keépviselőként nyert mandátumot Török István.
A 2002-2006-os ciklus képviselői:
- Dr. Éles András polgármester (6. EVK., HTFE-MSZP)
- Oláh Miklós alpolgármester (1. EVK., MSZP)
- Dancs Ferenc (2. EVK., MSZP)
- Gonda Zoltán (3. EVK., MSZP)
- László Sándor (4. EVK., MSZP)
- Boros Miklós (5. EVK., HTFE)
- Dr. Kiss József (7. EVK., Fidesz-MDF)
- Török István (8. EVK., független)
- Szabóné Marth Éva (9. EVK., Polgári Kör)
- Miltner Attila (10. EVK., MSZP)
- Kőrösiné Bódi Judit (kompenzációs lista, MSZP)
- Balogh Zsigmond (kompenzációs lista, HTFE)
- Buczkó József (kompenzációs lista, Polgári Kör)
- Szólláth Tibor Zoltán (kompenzációs lista, Polgári Kör)
- Pál-Kovács Dezső (kompenzációs lista, Fidesz-MDF)
- Hódos Antal (kompenzációs lista, Hajdúnánási Ipartestület)
- Gélák Pál (kompenzációs lista, HME)

|      |                          |           |           |
| Párt | Párt                     | Képviselő | Képviselő |
|      | MSZP                     | 6         | 35,3%     |
|      | HTFE                     | 3         | 17,6%     |
|      | Polgári Kör              | 3         | 17,6%     |
|      | Fidesz-MDF               | 2         | 11,8%     |
|      | Hajdúnánási Ipartestület | 1         | 5,9%      |
|      | HME                      | 1         | 5,9%      |
|      | független                | 1         | 5,9%      |

| Szervezetek              | Képviselő-testületi helyek | Képviselő-testületi helyek | Képviselő-testületi helyek | Képviselő-testületi helyek | Képviselő-testületi helyek | Képviselő-testületi helyek | Képviselő-testületi helyek | Képviselő-testületi helyek | Képviselő-testületi helyek | Képviselő-testületi helyek |    | Σ  |
| Szervezetek              | Képviselő-testületi helyek | Képviselő-testületi helyek | Képviselő-testületi helyek | Képviselő-testületi helyek | Képviselő-testületi helyek | Képviselő-testületi helyek | Képviselő-testületi helyek | Képviselő-testületi helyek | Képviselő-testületi helyek | Képviselő-testületi helyek | vk | Σ  |
| ------------------------ | -------------------------- | -------------------------- | -------------------------- | -------------------------- | -------------------------- | -------------------------- | -------------------------- | -------------------------- | -------------------------- | -------------------------- | -- | -- |
| MSZP                     |                            |                            |                            |                            |                            |                            |                            |                            |                            |                            | 5  | 6  |
| MSZP                     |                            |                            |                            |                            |                            |                            |                            |                            |                            | 1                          |    | 6  |
| HTFE                     |                            |                            |                            |                            |                            |                            |                            |                            |                            |                            | 2  | 3  |
| HTFE                     |                            |                            |                            |                            |                            |                            |                            |                            |                            | 1                          |    | 3  |
| Polgári Kör              |                            |                            |                            |                            |                            |                            |                            |                            |                            |                            | 1  | 3  |
| Polgári Kör              |                            |                            |                            |                            |                            |                            |                            |                            |                            | 2                          |    | 3  |
| Fidesz-MDF               |                            |                            |                            |                            |                            |                            |                            |                            |                            |                            | 1  | 2  |
| Fidesz-MDF               |                            |                            |                            |                            |                            |                            |                            |                            |                            | 1                          |    | 2  |
| Hajdúnánási Ipartestület |                            |                            |                            |                            |                            |                            |                            |                            |                            |                            | 0  | 1  |
| Hajdúnánási Ipartestület |                            |                            |                            |                            |                            |                            |                            |                            |                            | 1                          |    | 1  |
| HME                      |                            |                            |                            |                            |                            |                            |                            |                            |                            |                            | 0  | 1  |
| HME                      |                            |                            |                            |                            |                            |                            |                            |                            |                            | 1                          |    | 1  |
| független                |                            |                            |                            |                            |                            |                            |                            |                            |                            |                            | 1  | 1  |
| független                |                            |                            |                            |                            |                            |                            |                            |                            |                            | 0                          |    | 1  |
| Összesen                 |                            |                            |                            |                            |                            |                            |                            |                            |                            |                            | 10 | 17 |
| Összesen                 | 7                          |                            |                            |                            |                            |                            |                            |                            |                            |                            |    | 17 |

## Jelöltek
| Szervezet                              | Szervezet                                        | Szervezet                              | Szervezet                              | Polgár- mester- jelölt | Polgár- mester- jelölt | Képviselőjelöltek     | Képviselőjelöltek       | Képviselőjelöltek  | Képviselőjelöltek  | Képviselőjelöltek  |
| Szervezet                              | Szervezet                                        | Szervezet                              | Szervezet                              | Polgár- mester- jelölt | Polgár- mester- jelölt | Egyéni jelöltek száma | Kompenzációs lista      | Kompenzációs lista | Kompenzációs lista | Kompenzációs lista |
|                                        | neve                                             | jellege                                | hatóköre                               | Polgár- mester- jelölt | Polgár- mester- jelölt | Egyéni jelöltek száma | #.                      | neve               | típusa             | jelöltek száma     |
| -------------------------------------- | ------------------------------------------------ | -------------------------------------- | -------------------------------------- | ---------------------- | ---------------------- | --------------------- | ----------------------- | ------------------ | ------------------ | ------------------ |
|                                        | Hajdúnánásért Európai Szemlélettel Egyesület     | társ.                                  | helyi                                  | ✓                      | ✓                      | 10                    | 1.                      | HESZE              | önálló             | 11                 |
|                                        | Hajdúnánási Ipartestület                         | társ.                                  | helyi                                  |                        |                        | 6                     | 2.                      | IPOSZ              | önálló             | 7                  |
| 4                                      | Hajdúnánási Ipartestület                         | társ.                                  | helyi                                  |                        |                        |                       | 2.                      | IPOSZ              | önálló             | 7                  |
|                                        | Fidesz-Magyar Polgári Szövetség                  | párt                                   | országos                               | ✓                      | ✓                      | 5.                    | Fidesz-KDNP-Polgári Kör | közös              | 9                  |                    |
| 6                                      | Fidesz-Magyar Polgári Szövetség                  | párt                                   | országos                               | ✓                      | ✓                      | 5.                    | Fidesz-KDNP-Polgári Kör | közös              | 9                  |                    |
|                                        | Kereszténydemokrata Néppárt                      | párt                                   | országos                               | ✓                      | ✓                      | 5.                    | Fidesz-KDNP-Polgári Kör | közös              | 9                  |                    |
|                                        | Polgári Kör                                      | társ.                                  | helyi                                  | ✓                      | ✓                      | 5.                    | Fidesz-KDNP-Polgári Kör | közös              | 9                  |                    |
|                                        | Hajdúnánásért Tevékenykedők Független Egyesülete | társ.                                  | helyi                                  | ✓                      |                        | 8                     | 3.                      | HTFE               | önálló             | 8                  |
|                                        | Magyar Szocialista Párt                          | párt                                   | országos                               | ✓                      |                        | 8                     | 4.                      | MSZP               | önálló             | 10                 |
|                                        |                                                  |                                        |                                        |                        |                        |                       |                         |                    |                    |                    |
| szervezet nélküli (független) jelöltek | szervezet nélküli (független) jelöltek           | szervezet nélküli (független) jelöltek | szervezet nélküli (független) jelöltek | -                      | -                      | -                     |                         |                    |                    |                    |
| 7 szervezet                            | 7 szervezet                                      | 7 szervezet                            | 7 szervezet                            | 3                      | 3                      | 42                    | 5 lista                 | 5 lista            | 5 lista            | 45                 |

### Képviselőjelöltek

#### Egyéni választókerületi jelöltek
|                                     | Egyéni választókerületek | Egyéni választókerületek | Egyéni választókerületek | Egyéni választókerületek | Egyéni választókerületek | Egyéni választókerületek | Egyéni választókerületek | Egyéni választókerületek | Egyéni választókerületek | Egyéni választókerületek | ∑  |
| 01                                  | 02                       | 03                       | 04                       | 05                       | 06                       | 07                       | 08                       | 09                       | 10                       |                          | ∑  |
| ----------------------------------- | ------------------------ | ------------------------ | ------------------------ | ------------------------ | ------------------------ | ------------------------ | ------------------------ | ------------------------ | ------------------------ | ------------------------ | -- |
| Független jelöltek                  | -                        | -                        | -                        | -                        | -                        | -                        | -                        | -                        | -                        | -                        |    |
| Szervezetek által állított jelöltek |                          |                          |                          |                          |                          |                          |                          |                          |                          |                          |    |
| HESZE                               |                          |                          |                          |                          |                          |                          |                          |                          |                          |                          | 10 |
| IPOSZ                               |                          |                          |                          |                          |                          |                          |                          |                          |                          |                          | 6  |
| IPOSZ                               |                          |                          |                          | 4                        |                          |                          |                          |                          |                          |                          |    |
| Fidesz-KDNP-Polgári Kör             |                          |                          |                          |                          |                          |                          |                          |                          |                          |                          |    |
|                                     |                          |                          |                          | 6                        |                          |                          |                          |                          |                          |                          |    |
| HTFE                                |                          |                          |                          |                          |                          |                          |                          |                          |                          |                          | 8  |
| MSZP                                |                          |                          |                          |                          |                          |                          |                          |                          |                          |                          | 8  |
| Összesen                            | 5                        | 5                        | 4                        | 3                        | 4                        | 4                        | 4                        | 5                        | 4                        | 4                        | 42 |

Aláhúzva a hivatalban lévő körzeti képviselők. Ott, ahol nem indult el az addigi képviselő, ott az ő jelölő szervezete van aláhúzva.
| EVK-01 | EVK-01                             |
| ------ | ---------------------------------- |
|        | Arnócz Imre HTFE                   |
|        | Csiszár Ferenc IPOSZ               |
|        | Lukácsi Zsuzsánna HESZE            |
|        | Oláh Miklós MSZP                   |
|        | Tóth Péter Fidesz-KDNP-Polgári Kör |

| EVK-02 | EVK-02                                          |
| ------ | ----------------------------------------------- |
|        | Balogh Zsigmond HTFE                            |
|        | Dancs Ferenc MSZP                               |
|        | Dr. Juhász Endre László Fidesz-KDNP-Polgári Kör |
|        | Oláh Péter IPOSZ                                |
|        | Pál-Kovács Dezső HESZE                          |

| EVK-03 | EVK-03                                       |
| ------ | -------------------------------------------- |
|        | Dombi György Levente Fidesz-KDNP-Polgári Kör |
|        | Hódos Antal IPOSZ                            |
|        | Kőrösiné Bódi Judit MSZP                     |
|        | Mészáros János Mihály HESZE                  |

| EVK-04 | EVK-04                                      |
| ------ | ------------------------------------------- |
|        | Buczkó József Fidesz-KDNP-Polgári Kör-IPOSZ |
|        | László Sándor MSZP                          |
|        | Medgyesiné Dr. Gombos Éva Mária HESZE       |

| EVK-05 | EVK-05                                      |
| ------ | ------------------------------------------- |
|        | Boros Miklós HTFE                           |
|        | Kállai Sándor IPOSZ-Fidesz-KDNP-Polgári Kör |
|        | Puskás Erzsébet MSZP                        |
|        | Szakál Ferenc HESZE                         |

| EVK-06 | EVK-06                                            |
| ------ | ------------------------------------------------- |
|        | Dr. Csorvási István Tamás Fidesz-KDNP-Polgári Kör |
|        | Dr. Éles András HTFE                              |
|        | Girus Zoltán HESZE                                |
|        | Martinek Miklós IPOSZ                             |

| EVK-07 | EVK-07                                  |
| ------ | --------------------------------------- |
|        | Dr. Kiss József Fidesz-KDNP-Polgári Kör |
|        | Szabó László IPOSZ                      |
|        | Szivós Zoltán Imre HTFE                 |
|        | Dr. Volosinovszki Mihály HESZE          |

| EVK-08 | EVK-08                            |
| ------ | --------------------------------- |
|        | Gábor István HTFE                 |
|        | Hajdu Antal IPOSZ                 |
|        | Megyesi Csaba MSZP                |
|        | Tóth Imre Fidesz-KDNP-Polgári Kör |
|        | Török István HESZE                |

| EVK-09 | EVK-09                                          |
| ------ | ----------------------------------------------- |
|        | Bundáné Gyöngyösi Mária MSZP                    |
|        | Pósa Gábor HESZE                                |
|        | Dr. Suhajda Éva HTFE                            |
|        | Szabóné Marth Éva Fidesz-KDNP-Polgári Kör-IPOSZ |

| EVK-10 | EVK-10                                              |
| ------ | --------------------------------------------------- |
|        | Koppányi Zoltán HESZE                               |
|        | Miltner Attila MSZP                                 |
|        | Murvai Lászlóné HTFE                                |
|        | Szólláth Tibor Zoltán Fidesz-KDNP-Polgári Kör-IPOSZ |

#### Kompenzációs listák
| Lista   | Lista                    | Listavezető           | Jelöltek száma |
| ------- | ------------------------ | --------------------- | -------------- |
|         | HESZE                    | Török István          | 11             |
|         | Hajdúnánási Ipartestület | Hódos Antal           | 7              |
|         | HTFE                     | Dr. Éles András       | 8              |
|         | MSZP                     | Kőrösiné Bódi Judit   | 10             |
|         | Fidesz-KDNP-Polgári Kör  | Szólláth Tibor Zoltán | 9              |
| 5 lista | 5 lista                  |                       | 45             |

| \| Lista \| Lista \| # \| Jelölt \| EVK \| EVK \| \| ----- \| ------------------------ \| ------------------------------- \| --------------------- \| --- \| --- \| \| \| HESZE \| 1. \| Török István \| 08 \| \| \| 2. \| HESZE \| Girus Zoltán \| 06 \| \| \| \| 3. \| HESZE \| Medgyesiné Dr. Gombos Éva Mária \| 04 \| \| \| \| 4. \| HESZE \| Bőti Tibor \| \| \| \| \| 5. \| HESZE \| Pál-Kovács Dezső \| 02 \| \| \| \| 6. \| HESZE \| Koppányi Zoltán \| 10 \| \| \| \| 7. \| HESZE \| Lukácsi Zsuzsánna \| 01 \| \| \| \| 8. \| HESZE \| Mészáros János Mihály \| 03 \| \| \| \| 9. \| HESZE \| Pósa Gábor \| 09 \| \| \| \| 10. \| HESZE \| Szakál Ferenc \| 05 \| \| \| \| 11. \| HESZE \| Dr. Volosinovszki Mihály \| 07 \| \| \| \| \| Hajdúnánási Ipartestület \| 1. \| Hódos Antal \| 03 \| \| \| 2. \| Hajdúnánási Ipartestület \| Kállai Sándor \| 05 \| \| \| \| 3. \| Hajdúnánási Ipartestület \| Csiszár Ferenc \| 01 \| \| \| \| 4. \| Hajdúnánási Ipartestület \| Szabó László \| 07 \| \| \| \| 5. \| Hajdúnánási Ipartestület \| Oláh Péter \| 02 \| \| \| \| 6. \| Hajdúnánási Ipartestület \| Martinek Miklós \| 06 \| \| \| \| 7. \| Hajdúnánási Ipartestület \| Hajdu Antal \| 08 \| \| \| \| \| HTFE \| 1. \| Dr. Éles András \| 06 \| \| \| 2. \| HTFE \| Boros Miklós \| 05 \| \| \| \| 3. \| HTFE \| Balogh Zsigmond \| 02 \| \| \| \| 4. \| HTFE \| Szivós Zoltán \| 07 \| \| \| \| 5. \| HTFE \| Arnócz Imre \| 01 \| \| \| \| 6. \| HTFE \| Dr. Suhajda Éva \| 09 \| \| \| \| 7. \| HTFE \| Gábor István \| 08 \| \| \| \| 8. \| HTFE \| Murvai Lászlóné \| 10 \| \| \| \| \| MSZP \| 1. \| Kőrösiné Bódi Judit \| 03 \| \| \| 2. \| MSZP \| Oláh Miklós \| 01 \| \| \| \| 3. \| MSZP \| Miltner Attila \| 10 \| \| \| \| 4. \| MSZP \| László Sándor \| 04 \| \| \| \| 5. \| MSZP \| Dancs Ferenc \| 02 \| \| \| \| 6. \| MSZP \| Karczub János \| \| \| \| \| 7. \| MSZP \| Bundáné Gyöngyösi Mária \| 09 \| \| \| \| 8. \| MSZP \| Puskás Erzsébet \| 05 \| \| \| \| 9. \| MSZP \| Megyesi Csaba \| 08 \| \| \| \| 10. \| MSZP \| Dr. Nagy József \| \| \| \| \| \| Fidesz-KDNP-Polgári Kör \| 1. \| Szólláth Tibor Zoltán \| 10 \| \| \| 2. \| Fidesz-KDNP-Polgári Kör \| Buczkó József \| 04 \| \| \| \| 3. \| Fidesz-KDNP-Polgári Kör \| Dr. Juhász Endre László \| 02 \| \| \| \| 4. \| Fidesz-KDNP-Polgári Kör \| Szabóné Marth Éva \| 09 \| \| \| \| 5. \| Fidesz-KDNP-Polgári Kör \| Dr. Kiss József \| 07 \| \| \| \| 6. \| Fidesz-KDNP-Polgári Kör \| Tóth Péter \| 01 \| \| \| \| 7. \| Fidesz-KDNP-Polgári Kör \| Dr. Csorvási István Tamás \| 06 \| \| \| \| 8. \| Fidesz-KDNP-Polgári Kör \| Tóth Imre \| 08 \| \| \| \| 9. \| Fidesz-KDNP-Polgári Kör \| Dombi György Levente \| 03 \| \| \| \| \| \| \| \| \| \| |                          |                                 |                       |     |     |
| - Aláhúzva a hivatalban lévő listás képviselők, illetve azok, akik ezen a választáson nem indultak el egyéni választókerületben. |                          |                                 |                       |     |     |
| Lista | Lista                    | #                               | Jelölt                | EVK | EVK |
| | HESZE                    | 1.                              | Török István          | 08  |     |
| 2. | HESZE                    | Girus Zoltán                    | 06                    |     |     |
| 3. | HESZE                    | Medgyesiné Dr. Gombos Éva Mária | 04                    |     |     |
| 4. | HESZE                    | Bőti Tibor                      |                       |     |     |
| 5. | HESZE                    | Pál-Kovács Dezső                | 02                    |     |     |
| 6. | HESZE                    | Koppányi Zoltán                 | 10                    |     |     |
| 7. | HESZE                    | Lukácsi Zsuzsánna               | 01                    |     |     |
| 8. | HESZE                    | Mészáros János Mihály           | 03                    |     |     |
| 9. | HESZE                    | Pósa Gábor                      | 09                    |     |     |
| 10. | HESZE                    | Szakál Ferenc                   | 05                    |     |     |
| 11. | HESZE                    | Dr. Volosinovszki Mihály        | 07                    |     |     |
| | Hajdúnánási Ipartestület | 1.                              | Hódos Antal           | 03  |     |
| 2. | Hajdúnánási Ipartestület | Kállai Sándor                   | 05                    |     |     |
| 3. | Hajdúnánási Ipartestület | Csiszár Ferenc                  | 01                    |     |     |
| 4. | Hajdúnánási Ipartestület | Szabó László                    | 07                    |     |     |
| 5. | Hajdúnánási Ipartestület | Oláh Péter                      | 02                    |     |     |
| 6. | Hajdúnánási Ipartestület | Martinek Miklós                 | 06                    |     |     |
| 7. | Hajdúnánási Ipartestület | Hajdu Antal                     | 08                    |     |     |
| | HTFE                     | 1.                              | Dr. Éles András       | 06  |     |
| 2. | HTFE                     | Boros Miklós                    | 05                    |     |     |
| 3. | HTFE                     | Balogh Zsigmond                 | 02                    |     |     |
| 4. | HTFE                     | Szivós Zoltán                   | 07                    |     |     |
| 5. | HTFE                     | Arnócz Imre                     | 01                    |     |     |
| 6. | HTFE                     | Dr. Suhajda Éva                 | 09                    |     |     |
| 7. | HTFE                     | Gábor István                    | 08                    |     |     |
| 8. | HTFE                     | Murvai Lászlóné                 | 10                    |     |     |
| | MSZP                     | 1.                              | Kőrösiné Bódi Judit   | 03  |     |
| 2. | MSZP                     | Oláh Miklós                     | 01                    |     |     |
| 3. | MSZP                     | Miltner Attila                  | 10                    |     |     |
| 4. | MSZP                     | László Sándor                   | 04                    |     |     |
| 5. | MSZP                     | Dancs Ferenc                    | 02                    |     |     |
| 6. | MSZP                     | Karczub János                   |                       |     |     |
| 7. | MSZP                     | Bundáné Gyöngyösi Mária         | 09                    |     |     |
| 8. | MSZP                     | Puskás Erzsébet                 | 05                    |     |     |
| 9. | MSZP                     | Megyesi Csaba                   | 08                    |     |     |
| 10. | MSZP                     | Dr. Nagy József                 |                       |     |     |
| | Fidesz-KDNP-Polgári Kör  | 1.                              | Szólláth Tibor Zoltán | 10  |     |
| 2. | Fidesz-KDNP-Polgári Kör  | Buczkó József                   | 04                    |     |     |
| 3. | Fidesz-KDNP-Polgári Kör  | Dr. Juhász Endre László         | 02                    |     |     |
| 4. | Fidesz-KDNP-Polgári Kör  | Szabóné Marth Éva               | 09                    |     |     |
| 5. | Fidesz-KDNP-Polgári Kör  | Dr. Kiss József                 | 07                    |     |     |
| 6. | Fidesz-KDNP-Polgári Kör  | Tóth Péter                      | 01                    |     |     |
| 7. | Fidesz-KDNP-Polgári Kör  | Dr. Csorvási István Tamás       | 06                    |     |     |
| 8. | Fidesz-KDNP-Polgári Kör  | Tóth Imre                       | 08                    |     |     |
| 9. | Fidesz-KDNP-Polgári Kör  | Dombi György Levente            | 03                    |     |     |
| |                          |                                 |                       |     |     |

### Polgármesterjelöltek
A polgármester-választáson három jelölt indult: a hivatalban lévő városvezető, dr. Éles András; Szólláth Tibor, a Polgári Összefogás jelöltje, illetve Török István, a HESZE jelöltje, aki 2002-ben is Éles András kihívója volt a jobboldali pártok és szervezetek támogatásával. 
| Jelölt                | Szervezet | Szervezet               |
| --------------------- | --------- | ----------------------- |
| Dr. Éles András       |           | HTFE-MSZP               |
| Szólláth Tibor Zoltán |           | Fidesz-KDNP-Polgári Kör |
| Török István          |           | HESZE                   |

## A szavazás menete
A választást 2006. október 1-jén, vasárnap bonyolították le. A választópolgárok reggel 6 órától kezdve adhatták le a szavazataikat, egészen a 19 órás urnazárásig.

### Részvétel
| A részvételi adatok napközbeni alakulása | A részvételi adatok napközbeni alakulása | A részvételi adatok napközbeni alakulása | A részvételi adatok napközbeni alakulása |
| Időpont                                  | Szavazók                                 | Szavazók                                 | +/- 2002 óta (%p)                        |
| Időpont                                  | fő                                       | %                                        | +/- 2002 óta (%p)                        |
| ---------------------------------------- | ---------------------------------------- | ---------------------------------------- | ---------------------------------------- |
| 7:00                                     |                                          | 1,17%                                    |                                          |
| 9:00                                     |                                          | 8,04%                                    |                                          |
| 11:00                                    |                                          | 18%                                      |                                          |
| 13:00                                    |                                          | 24,80%                                   |                                          |
| 15:00                                    |                                          | 30,97%                                   |                                          |
| 17:30                                    |                                          | 42,23%                                   |                                          |
| 19:00                                    | 6931                                     | 47,85%                                   | 3,40                                     |

|                                  |                                  |        | jogosultakarányában | szavazókarányában |
| -------------------------------- | -------------------------------- | ------ | ------------------- | ----------------- |
| Választójogosult                 | Választójogosult                 | 14 484 |                     |                   |
| Szavazó                          | Szavazó                          | 6 931  | 47,85%              |                   |
| érvényes szavazólap              | érvényes szavazólap              | 6 847  | 47,27%              | 98,79%            |
| érvénytelen / hiányzó szavazólap | érvénytelen / hiányzó szavazólap | 80     | 0,55%               | 1,15%             |
| Távol maradó                     | Távol maradó                     | 7 553  | 52,15%              |                   |

## Eredmény[2]

### Képviselő-választások

#### Egyéni választókerületi eredmények
| Választókerületi eredmények | Választókerületi eredmények     | Választókerületi eredmények | Választókerületi eredmények                      | Választókerületi eredmények | Választókerületi eredmények | Választókerületi eredmények | Választókerületi eredmények | Választókerületi eredmények |
| EVK                         | Jelölt                          | Jelölő szervezet(ek)        | Jelölő szervezet(ek)                             | #.                          | Szavazat                    | Szavazat                    | Szavazat                    | Szavazat                    |
| EVK                         | Jelölt                          | Jelölő szervezet(ek)        | Jelölő szervezet(ek)                             | #.                          | db                          | jog.%                       | szav.%                      | érv.%                       |
| --------------------------- | ------------------------------- | --------------------------- | ------------------------------------------------ | --------------------------- | --------------------------- | --------------------------- | --------------------------- | --------------------------- |
| 01                          | Oláh Miklós                     |                             | MSZP                                             | 1.                          | 286                         | 23,42%                      | 51,91%                      | 54,68%                      |
| 01                          | Tóth Péter                      |                             | Fidesz-KDNP-Polgári Kör                          | 2.                          | 152                         | 12,45%                      | 27,59%                      | 29,06%                      |
| 01                          | Lukácsi Zsuzsánna               |                             | HESZE                                            | 3.                          | 34                          | 2,78%                       | 6,17%                       | 6,50%                       |
| 01                          | Arnócz Imre                     |                             | HTFE                                             | 4.                          | 26                          | 2,13%                       | 4,72%                       | 4,97%                       |
| 01                          | Csiszár Ferenc                  |                             | Hajdúnánási Ipartestület                         | 5.                          | 25                          | 2,05%                       | 4,54%                       | 4,78%                       |
| 02                          | Dr. Juhász Endre László         |                             | Fidesz-KDNP-Polgári Kör                          | 1.                          | 290                         | 21,25%                      | 43,35%                      | 45,74%                      |
| 02                          | Dancs Ferenc                    |                             | MSZP                                             | 2.                          | 202                         | 14,80%                      | 30,19%                      | 31,86%                      |
| 02                          | Balogh Zsigmond                 |                             | HTFE                                             | 3.                          | 78                          | 5,71%                       | 11,66%                      | 12,30%                      |
| 02                          | Pál-Kovács Dezső                |                             | HESZE                                            | 4.                          | 42                          | 3,08%                       | 6,28%                       | 6,62%                       |
| 02                          | Oláh Péter                      |                             | Hajdúnánási Ipartestület                         | 5.                          | 22                          | 1,61%                       | 3,29%                       | 3,47%                       |
| 03                          | Dombi György Levente            |                             | Fidesz-KDNP-Polgári Kör                          | 1.                          | 342                         | 23,49%                      | 46,28%                      | 48,65%                      |
| 03                          | Kőrösiné Bódi Judit             |                             | MSZP                                             | 2.                          | 249                         | 17,10%                      | 33,69%                      | 35,42%                      |
| 03                          | Mészáros János Mihály           |                             | HESZE                                            | 3.                          | 58                          | 3,98%                       | 7,85%                       | 8,25%                       |
| 03                          | Hódos Antal                     |                             | Hajdúnánási Ipartestület                         | 4.                          | 54                          | 3,71%                       | 7,31%                       | 7,68%                       |
| 04                          | Buczkó József                   |                             | Fidesz-KDNP-Polgári Kör-Hajdúnánási Ipartestület | 1.                          | 299                         | 21,84%                      | 41,88%                      | 43,21%                      |
| 04                          | László Sándor                   |                             | MSZP                                             | 2.                          | 286                         | 20,89%                      | 40,06%                      | 41,33%                      |
| 04                          | Medgyesiné Dr. Gombos Éva Mária |                             | HESZE                                            | 3.                          | 107                         | 7,82%                       | 14,99%                      | 15,46%                      |
| 05                          | Kállai Sándor                   |                             | Hajdúnánási Ipartestület-Fidesz-KDNP-Polgári Kör | 1.                          | 248                         | 16,41%                      | 35,73%                      | 37,75%                      |
| 05                          | Boros Miklós                    |                             | HTFE                                             | 2.                          | 246                         | 16,28%                      | 35,45%                      | 37,44%                      |
| 05                          | Puskás Erzsébet                 |                             | MSZP                                             | 3.                          | 88                          | 5,82%                       | 12,68%                      | 13,39%                      |
| 05                          | Szakál Ferenc                   |                             | HESZE                                            | 4.                          | 75                          | 4,96%                       | 10,81%                      | 11,42%                      |
| 06                          | Dr. Éles András                 |                             | HTFE                                             | 1.                          | 313                         | 21,06%                      | 42,59%                      | 44,02%                      |
| 06                          | Dr. Csorvási István Tamás       |                             | Fidesz-KDNP-Polgári Kör                          | 2.                          | 245                         | 16,49%                      | 33,33%                      | 34,46%                      |
| 06                          | Girus Zoltán                    |                             | HESZE                                            | 3.                          | 119                         | 8,01%                       | 16,19%                      | 16,74%                      |
| 06                          | Martinek Miklós                 |                             | Hajdúnánási Ipartestület                         | 4.                          | 34                          | 2,29%                       | 4,63%                       | 4,78%                       |
| 07                          | Dr. Kiss József                 |                             | Fidesz-KDNP-Polgári Kör                          | 1.                          | 338                         | 21,46%                      | 48,29%                      | 50,90%                      |
| 07                          | Szivós Zoltán Imre              |                             | HTFE                                             | 2.                          | 201                         | 12,76%                      | 28,71%                      | 30,27%                      |
| 07                          | Szabó László                    |                             | Hajdúnánási Ipartestület                         | 3.                          | 71                          | 4,51%                       | 10,14%                      | 10,69%                      |
| 07                          | Dr. Volosinovszki Mihály        |                             | HESZE                                            | 4.                          | 54                          | 3,43%                       | 7,71%                       | 8,13%                       |
| 08                          | Tóth Imre                       |                             | Fidesz-KDNP-Polgári Kör                          | 1.                          | 377                         | 23,50%                      | 46,66%                      | 47,90%                      |
| 08                          | Török István                    |                             | HESZE                                            | 2.                          | 156                         | 9,73%                       | 19,31%                      | 19,82%                      |
| 08                          | Megyesi Csaba                   |                             | MSZP                                             | 3.                          | 153                         | 9,54%                       | 18,94%                      | 19,44%                      |
| 08                          | Gábor István                    |                             | HTFE                                             | 4.                          | 66                          | 4,11%                       | 8,17%                       | 8,39%                       |
| 08                          | Hajdu Antal                     |                             | Hajdúnánási Ipartestület                         | 5.                          | 35                          | 2,18%                       | 4,33%                       | 4,45%                       |
| 09                          | Szabóné Marth Éva               |                             | Fidesz-KDNP-Polgári Kör-Hajdúnánási Ipartestület | 1.                          | 317                         | 20,73%                      | 48,25%                      | 50,96%                      |
| 09                          | Bundáné Gyöngyösi Mária         |                             | MSZP                                             | 2.                          | 184                         | 12,03%                      | 28,01%                      | 29,58%                      |
| 09                          | Dr. Suhajda Éva                 |                             | HTFE                                             | 3.                          | 93                          | 6,08%                       | 14,16%                      | 14,95%                      |
| 09                          | Pósa Gábor                      |                             | HESZE                                            | 4.                          | 28                          | 1,83%                       | 4,26%                       | 4,50%                       |
| 10                          | Szólláth Tibor Zoltán           |                             | Fidesz-KDNP-Polgári Kör-Hajdúnánási Ipartestület | 1.                          | 348                         | 25,44%                      | 52,41%                      | 53,70%                      |
| 10                          | Miltner Attila                  |                             | MSZP                                             | 2.                          | 212                         | 15,50%                      | 31,93%                      | 32,72%                      |
| 10                          | Koppányi Zoltán                 |                             | HESZE                                            | 3.                          | 56                          | 4,09%                       | 8,43%                       | 8,64%                       |
| 10                          | Murvai Lászlóné                 |                             | HTFE                                             | 4.                          | 32                          | 2,34%                       | 4,82%                       | 4,94%                       |

| EVK            | Megválasztott képviselő | Megválasztott képviselő | Megválasztott képviselő                          | Szavazat | Szavazat | Szavazat | Szavazat | Előny a 2. előtt (%p) |
| EVK            | név                     | szervezet(ek)           | szervezet(ek)                                    | db       | jog.%    | szav.%   | érv.%    | Előny a 2. előtt (%p) |
| -------------- | ----------------------- | ----------------------- | ------------------------------------------------ | -------- | -------- | -------- | -------- | --------------------- |
| 01             | Oláh Miklós             |                         | MSZP                                             | 286      | 23,42%   | 51,91%   | 54,68%   | 25,62                 |
| 02             | Dr. Juhász Endre László |                         | Fidesz-KDNP-Polgári Kör                          | 290      | 21,25%   | 43,35%   | 45,74%   | 13,88                 |
| 03             | Dombi György Levente    |                         | Fidesz-KDNP-Polgári Kör                          | 342      | 23,49%   | 46,28%   | 48,65%   | 13,23                 |
| 04             | Buczkó József           |                         | Fidesz-KDNP-Polgári Kör-Hajdúnánási Ipartestület | 299      | 21,84%   | 41,88%   | 43,21%   | 1,88                  |
| 05             | Kállai Sándor           |                         | Hajdúnánási Ipartestület-Fidesz-KDNP-Polgári Kör | 248      | 16,41%   | 35,73%   | 37,75%   | 0,31                  |
| 06             | Dr. Éles András         |                         | HTFE                                             | 313      | 21,06%   | 42,59%   | 44,02%   | 9,56                  |
| 07             | Dr. Kiss József         |                         | Fidesz-KDNP-Polgári Kör                          | 338      | 21,46%   | 48,29%   | 50,90%   | 20,63                 |
| 08             | Tóth Imre               |                         | Fidesz-KDNP-Polgári Kör                          | 377      | 23,50%   | 46,66%   | 47,90%   | 28,08                 |
| 09             | Szabóné Marth Éva       |                         | Fidesz-KDNP-Polgári Kör-Hajdúnánási Ipartestület | 317      | 20,73%   | 48,25%   | 50,96%   | 21,38                 |
| 10             | Szólláth Tibor Zoltán   |                         | Fidesz-KDNP-Polgári Kör-Hajdúnánási Ipartestület | 348      | 25,44%   | 52,41%   | 53,70%   | 20,98                 |
| Összesen/átlag | Összesen/átlag          | Összesen/átlag          | Összesen/átlag                                   | 3158     | 21,86%   | 45,73%   | 47,75%   |                       |

#### Kompenzációs listás eredmények
A kompenzációs listák között azokat a szavazatokat osztották szét, amelyeket olyan jelöltek kaptak, akik nem nyertek, s így ezek a szavazatok nem eredményezek képviselői megbízatást. Az így nyert töredékszavazatok a listát állító szervezetek között arányosan osztották el.
Négy kompenzációs lista lépte át a mandátumszerzéshez minimálisan szükséges 5%-os küszöböt. 3 mandátumhoz jutott az MSZP, 2 képviselőt delegálhatott a HTFE, és 1-1 mandátumot nyert a HESZE és a Polgári Összefogás listája.
| Lista | Lista                   | Töredék szavazat | Képviselő |
| ----- | ----------------------- | ---------------- | --------- |
|       | HESZE                   | 729              | 1         |
|       | IPOSZ                   | 241              | 0         |
|       | HTFE                    | 742              | 2         |
|       | MSZP                    | 1 374            | 3         |
|       | Fidesz-KDNP-Polgári Kör | 397              | 1         |

#### Összesítés

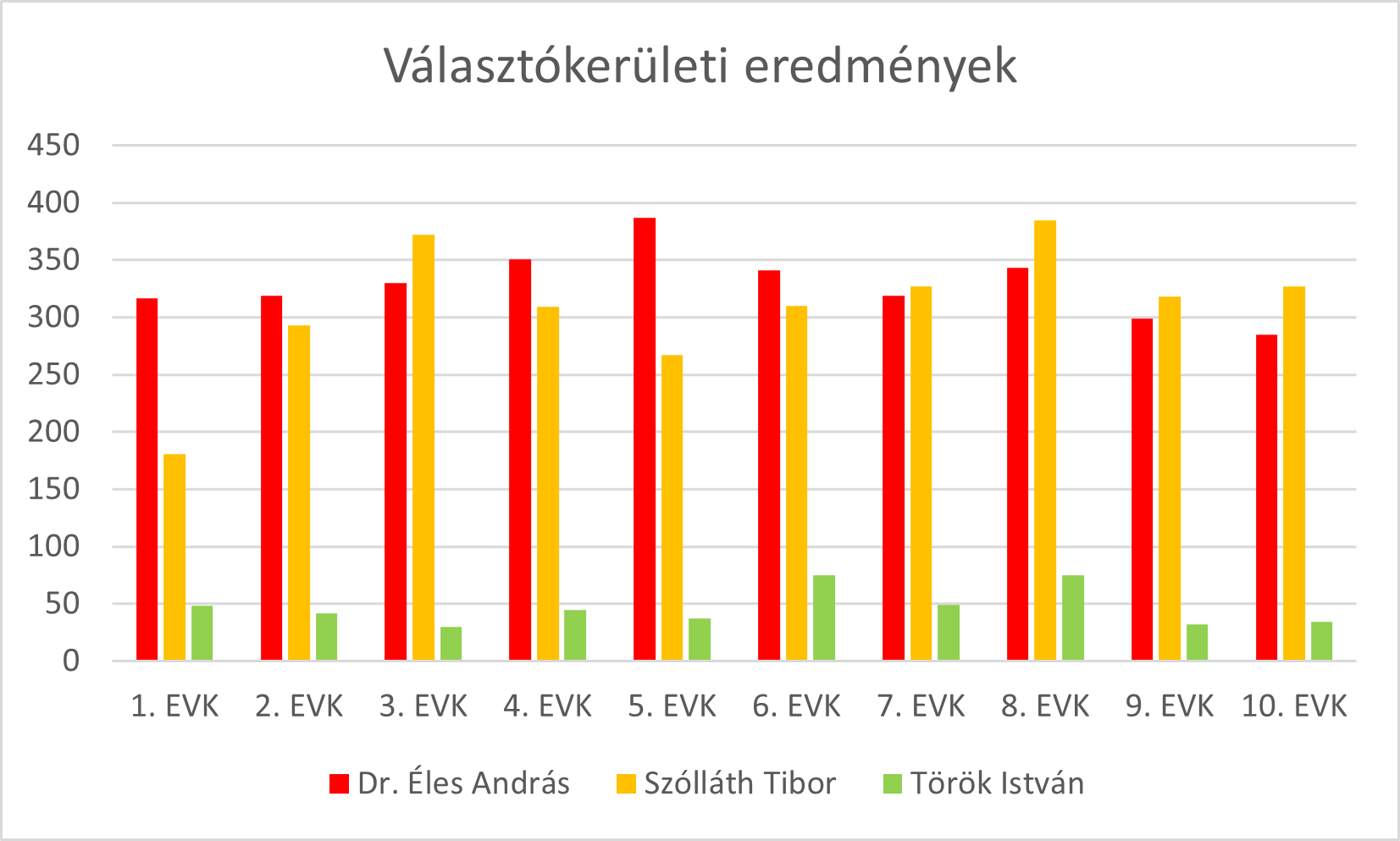
Választókerületekre lebontott eredmény

| Szervezet              | Szervezet                                        | Érvényes szavazat | Érvényes szavazat | Képviselő | Képviselő |
| ---------------------- | ------------------------------------------------ | ----------------- | ----------------- | --------- | --------- |
|                        |                                                  |                   |                   |           |           |
|                        | Fidesz-KDNP-Polgári Kör                          | 1744              | 26,26%            | 5         | 29,4%     |
|                        | Fidesz-KDNP-Polgári Kör-Hajdúnánási Ipartestület | 1212              | 18,25%            | 4         | 23,5%     |
|                        | Hajdúnánási Ipartestület                         | 241               | 3,63%             | 0         | -         |
| Polgári Összefogás     | Polgári Összefogás                               | 3197              | 48,14%            | 9         | 52,9%     |
|                        |                                                  |                   |                   |           |           |
|                        | MSZP                                             | 1660              | 25%               | 4         | 23,5%     |
|                        | HTFE                                             | 1055              | 15,89%            | 3         | 17,6%     |
| HTFE + MSZP            | HTFE + MSZP                                      | 2715              | 40,88%            | 7         | 41,2%     |
|                        |                                                  |                   |                   |           |           |
|                        | HESZE                                            | 729               | 10,98%            | 1         | 5,9%      |
|                        | független                                        | 0                 | -                 | 0         |           |
| Összesen               | Összesen                                         | 6641              |                   | 17        |           |
| \| 4 \| 3 \| 1 \| 9 \| |                                                  |                   |                   |           |           |
| 4                      | 3                                                | 1                 | 9                 |           |           |

### Polgármester-választás
| Dr. Éles András | Dr. Éles András | T. I. |
|                 |                 |       |
|                 | Szólláth Tibor  |       |

| \| Polgármester-választás \| Polgármester-választás \| Polgármester-választás \| Polgármester-választás \| Polgármester-választás \| \| ---------------------- \| ---------------------- \| ---------------------- \| ---------------------- \| ---------------------- \| \| Jelöltek \| \| \| szavazat \| \| \| Dr. Éles András \| Dr. Éles András \| \| 3291 \| 3291 \| \| Szólláth Tibor \| Szólláth Tibor \| \| 3089 \| 3089 \| \| Török István \| Török István \| \| 467 \| 467 \| \| \| \| \| \| \| |                 |  |          |      |
| Polgármester-választás |                 |  |          |      |
| Jelöltek |                 |  | szavazat |      |
| Dr. Éles András | Dr. Éles András |  | 3291     | 3291 |
| Szólláth Tibor | Szólláth Tibor  |  | 3089     | 3089 |
| Török István | Török István    |  | 467      | 467  |
| |                 |  |          |      |

| Polgármester-választás | Polgármester-választás | Polgármester-választás | Polgármester-választás | Polgármester-választás |
| ---------------------- | ---------------------- | ---------------------- | ---------------------- | ---------------------- |
| Jelöltek               |                        |                        | szavazat               |                        |
| Dr. Éles András        | Dr. Éles András        |                        | 3291                   | 3291                   |
| Szólláth Tibor         | Szólláth Tibor         |                        | 3089                   | 3089                   |
| Török István           | Török István           |                        | 467                    | 467                    |
|                        |                        |                        |                        |                        |

## A megválasztott önkormányzat
|      |                               |           |           |
| Párt | Párt                          | Képviselő | Képviselő |
|      | Fidesz-KDNP-Polgári Kör-IPOSZ | 9         | 52,9%     |
|      | MSZP                          | 4         | 23,5%     |
|      | HTFE                          | 3         | 17,6%     |
|      | HESZE                         | 1         | 5,9%      |

| Polgármester                  | Polgármester | Polgármester | Polgármester | Polgármester | Polgármester | Polgármester | Polgármester | Polgármester | Polgármester | Polgármester | Polgármester | Polgármester | Polgármester |
| ----------------------------- | ------------ | ------------ | ------------ | ------------ | ------------ | ------------ | ------------ | ------------ | ------------ | ------------ | ------------ | ------------ | ------------ |
| Dr. Éles András               |              | HTFE-MSZP    | HTFE-MSZP    | HTFE-MSZP    | HTFE-MSZP    | HTFE-MSZP    | HTFE-MSZP    | HTFE-MSZP    | HTFE-MSZP    | HTFE-MSZP    | HTFE-MSZP    | HTFE-MSZP    | -            |
| Képviselő-testület            |              |              |              |              |              |              |              |              |              |              |              |              |              |
| Szervezet                     | Képviselő    | Képviselő    | Képviselő    | Képviselő    | Képviselő    | Képviselő    | Képviselő    | Képviselő    | Képviselő    | Képviselő    | Képviselő    | Képviselő    | ± 2002 óta   |
| Fidesz-KDNP-Polgári Kör-IPOSZ |              |              |              |              |              |              |              |              |              |              | 9            | 52,9%        | +3           |
| MSZP                          |              |              |              |              |              |              |              |              |              |              | 4            | 23,5%        | -2           |
| HTFE                          |              |              |              |              |              |              |              |              |              |              | 3            | 17,6%        | –            |
| HESZE                         |              |              |              |              |              |              |              |              |              |              | 1            | 5,9%         | Új           |
| Összesen                      |              |              |              |              |              |              |              |              |              |              | 17           |              |              |

| EVK       | 01                      | 02                      | 03                            | 04                            | 05                    |
| --------- | ----------------------- | ----------------------- | ----------------------------- | ----------------------------- | --------------------- |
| Képviselő | Oláh Miklós             | Dr. Juhász Endre László | Dombi György Levente          | Buczkó József                 | Kállai Sándor         |
| Szervezet |                         |                         |                               |                               |                       |
| MSZP      | Fidesz-KDNP-Polgári Kör | Fidesz-KDNP-Polgári Kör | Fidesz-KDNP-Polgári Kör-IPOSZ | IPOSZ-Fidesz-KDNP-Polgári Kör |                       |
|           |                         |                         |                               |                               |                       |
| EVK       | 06                      | 07                      | 08                            | 09                            | 10                    |
| Képviselő | Dr. Éles András         | Dr. Kiss József         | Tóth Imre                     | Szabóné Marth Éva             | Szólláth Tibor Zoltán |
| Szervezet |                         |                         |                               |                               |                       |
| HTFE      | Fidesz-KDNP-Polgári Kör | Fidesz-KDNP-Polgári Kör | Fidesz-KDNP-Polgári Kör-IPOSZ | Fidesz-KDNP-Polgári Kör-IPOSZ |                       |

| Szervezet      | Szervezet               | Képviselő                 |
| -------------- | ----------------------- | ------------------------- |
|                | Fidesz-KDNP-Polgári Kör | Dr. Csorvási István Tamás |
|                | MSZP                    | Kőrösiné Bódi Judit       |
| László Sándor  | MSZP                    |                           |
| Miltner Attila | MSZP                    |                           |
|                | HTFE                    | Balogh Zsigmond           |
| Boros Miklós   | HTFE                    |                           |
|                | HESZE                   | Török István              |

## A választás után
|          |                               |           |           |
| Párt     | Párt                          | Képviselő | Képviselő |
|          | Fidesz–KDNP-Polgári Kör-IPOSZ | 8         | 50%       |
|          | MSZP                          | 4         | 25%       |
|          | HTFE                          | 3         | 18,8%     |
|          | HESZE                         | 1         | 6,3%      |
| Összesen | Összesen                      | 16        |           |

Negyedik alkalommal nyerte el a polgármesteri széket dr. Éles András (HTFE-MSZP), aki ezen a választáson is növelni tudta a rá leadott szavazatok arányát, ám az ellenzékben lévő jobboldali pártok megnyerték a képviselő-választást. A képviselői szavazatok 48%-át megszerezve 9 mandátumhoz jutott, ezzel többséget szerzett a 17 fős testületben a Polgári Összefogás (Fidesz-KDNP-Polgári Kör-Hajdúnánási Ipartestület). Habár a 2002-essel szinte megegyező eredményt ért el városi összesítésben a HTFE és az MSZP, egyéni körzeteik nagy részét elveszítették, 2 helyen tudtak csak győzni a korábbi 7 helyett: a polgármester és az alpolgármester körzetében. Két körzetben született szoros végeredmény: a 4-es körzetben 13, az ötös körzetben 2 szavazat döntött a jobboldal jelöltje javára. Az MSZP (25%) összesen 4, a HTFE (16%) 3, a HESZE (11%) 1 képviselőt delegálhatott a testületbe Török István személyében, aki bár 8 év után elveszítette választókörzetét, listáról mandátumhoz jutott. László Sándor (MSZP) 16, Boros Miklós (HTFE) 12 év után veszítette el választókörzetét, mindketten szoros versenyben, ők ezen a választáson kompenzációs listáról kerültek be a testületbe, hasonlóan Miltner Attilához (MSZP). Dancs Ferenc (MSZP) 8, Gonda Zoltán (MSZP), Hódos Antal (Ipartestület) és Pál-Kovács Dezső (Fidesz-MDF) 4 év után búcsúztak a képviselői munkától. Dr. Csorvási István 8, dr. Juhász Endre 4 év után tért vissza a testületbe, mindketten a jobboldali pártok jelöltjeiként. Új képviselőként került be Dombi György és Kállai Sándor, mindketten a Polgári Összefogás színeiben. 
Bár a Polgári Összefogás listás mandátumát eredetileg Tóth Péter nyerte volna el, ő átadta azt Csorvási Istvánnak. A testületben kialakult új helyzet számos konfliktust és vitás helyzetet szült a ciklus során. Bár az alakuló ülést október 16-án tartották, az alpolgármesterek megválasztására csak 2007 májusában került sor, mindkettejük társadalmi megbízatású alpolgármesterként látta el feladatát: Oláh Miklóst a baloldali koalíció, dr. Juhász Endrét a jobboldali frakció jelöltjeként választotta meg a képviselő-testület. 2008 májusában lemondott mandátumáról Csorvási István, ám mivel a Polgári Összefogás listájáról már nem tudtak újabb személyt jelölni, a képviselő-testület "csonkán", 16 fővel fejezte be a ciklust 2010-ben. Ez egyben azt is jelentette, hogy a jobboldali pártok elveszítették abszolút többségüket a testületben.

## Lásd még
- A Hajdúnánási Televízió riportja a választásról: https://www.youtube.com/watch?v=JXGqcWJt-zw